# Destiny Fulfilled… And Lovin’ It
Destiny Fulfilled… and Lovin’ It – pożegnalna światowa trasa koncertowa girlsbandu Destiny’s Child w składzie Beyoncé Knowles, Kelly Rowland i Michelle Williams. Trasa koncertowa była sponsorowana przez amerykańską sieć fast foodów McDonald’s.

## Lista utworów
1. „Say My Name”
2. „Independent Women Part I”
3. „No, No, No Part 2”
4. „Bug a Boo”
5. „Bills, Bills, Bills”
6. „Bootylicious”
7. „Jumpin', Jumpin'” (Costume Change)
8. „Soldier” (Costume Change)
9. „Dilemma” (Kelly Rowland Solo)
10. „Do You Know” (Michelle Williams Solo)
11. „Baby Boy” (Beyoncé Solo)
12. „Naughty Girl” (Beyoncé Solo) (Costume Change)
13. „Cater 2 U” (Costume Change)
14. „Girl”
15. „Free”
16. „If”
17. „Through With Love
18. „Bad Habit” (Kelly Rowland Solo) (Costume Change)
19. „Dangerously in Love 2” (Beyoncé Solo)
20. „Crazy in Love” (Beyoncé Solo) (Costume Change)
21. „Survivor” (Costume Change)
22. „Lose My Breath”